# 盖尔森基兴
盖尔森基兴（[ˌɡɛlzn̩ˈkɪʁçn̩] ⓘ）是德國北萊茵-威斯特法倫的一個城市，位於魯爾區的北部。截至2012年12月31日，人口有257,607人。

## 歷史
盖尔森基兴首次記載於1150年，但直至19世紀，仍僅是一個小鄉村。
工業革命時代，整個地區開始發展。1840年，開始發現有煤時，村內有6000名居民；到1900年，人口已達138,000人。
20世紀早期，盖尔森基兴是全歐最重要採煤城鎮，而因滿佈煙囪，時稱「千火之城」。1928年，盖尔森基兴與毗鄰城市──布瓦、霍斯特合併，成為盖尔森基兴-布瓦，並於1930年重名為盖尔森基兴。
納粹時期，盖尔森基兴繼續是產煤、煉油中心，亦因此，在二次大戰時盖尔森基兴被盟軍轟炸，市內兩家猶太教堂於1938年11月水晶之夜遭摧毀；於布瓦的一家被焚毀；另外位於市內下城區一家，亦同樣被摧毀。剛好66年後，一家新建猶太教堂，於原址動土興建。
隨著二次大戰後魯爾區採礦業衰落，蓋森基興亦難倖免，並曾是德國十年間失業率最高地區之一。現今蓋森基興開始轉型，不再以煤礦為主，而以科研、服務業為龍頭。現時全德最大太陽能發電廠，就是位於盖尔森基兴。在盖尔森基兴-史哥芬有一座擁有全德最高煙囪的煤炭火力發電廠（302米高）。

## 體育
盖尔森基兴是德甲聯賽隊伍沙尔克04的所在地，主場為費爾廷斯競技場是2006世界盃12個比賽球場其中一個。
著名德國足球員、梅蘇特·厄齐尔和曼努埃尔·诺伊尔及著名德國教練米夏埃尔·斯基伯都是出生於盖尔森基兴。

## 名人
- 威廉·蔡塞爾，德國共產黨政治人物，性別男性
- 哈拉爾德·楚爾·豪森，德國醫學科學家，性別男性，以人類乳突病毒導致癌症的研究出名
- 维尔纳·默尔德尔斯，納粹德國空軍飛行員，性別男性
- 曼努埃爾·諾伊爾，德國足球運動員，性別男性
- 梅蘇特·厄齊爾，土耳其裔德國前職業足球員，性別男性
- 格爾德·法爾廷斯，德國數學家，性別男性，以法爾廷斯定理的證明出名

## 友好城市
- 英国纽卡斯尔
- 波斯尼亚和黑塞哥维那泽尼察
- 俄罗斯沙赫特
- 波兰奥尔什丁
- 德国科特布斯
- 土耳其Büyükçekmece

## 外部連結
- http://www.gelsenkirchen.de （页面存档备份，存于）